# Dasineura thomasiana
Dasineura thomasiana är en tvåvingeart som först beskrevs av Jean-Jacques Kieffer 1888.  Dasineura thomasiana ingår i släktet Dasineura och familjen gallmyggor. Inga underarter finns listade i Catalogue of Life.